# 竹取物語 (1987年の映画)
『竹取物語』（たけとりものがたり）は、1987年9月26日に公開された日本の特撮映画。製作は東宝映画とフジテレビ。配給は東宝。カラー、パナビジョン。文部省選定。第2回東京国際映画祭オープニング特別上映作品。
『竹取物語』を原作とする本作品は、かぐや姫の正体が宇宙人であるというファンタジーSF設定で、大伴大納言と竜（全長100メートルの首長竜）の戦いや、蓮の花型の巨大宇宙船で月の迎えが来るラストの特撮シーンなど、現代的なアレンジが見せ場であるのが特徴。原作での5人の求婚者は、3人に絞られている。

## ストーリー
奈良時代の大和国。ある日の夜、巨大な火の玉が都の外れの山に落ち、周囲一帯が焼け野原になった。竹取の造は娘・加耶の墓の無事を確認しようと竹林に入り、そこで光る竹から幼児が姿を見せる。幼児を家に連れて帰った竹取の造は、幼児が少女の姿に変貌したことに驚くが、妻の田吉女は少女が加耶の生まれ変わりだと思い込み、一緒に暮らし始める。竹取の造は加耶が入っていた竹状の鉄を売って収入を得ようとするが、その鉄が純金だったことが分かり、竹取の造の家は裕福になった。一方、朝廷の管理から外れた金が都に出回っていることを知った大伴の大納言は、帝に調査を申し出る。
竹取の造は山奥から降りて都の近くに屋敷を作り、加耶を貴族と結婚させようと考える。美しい乙女に成長した加耶の噂は都中に広まり、車持の皇子と安倍の右大臣が加耶に結婚を申し込む。しかし、加耶は偶然出会った大伴の大納言に想いを寄せており、加耶は求婚者の想いを確かめようと、友人の明野の知恵を借りて伝説上の宝物を探してくるよう貴族に依頼する。求婚者たちが宝物を探しに旅立った後、加耶は竹取の造と田吉女に自分の正体が月の住人であり、船の墜落事故で地球に来たことを伝える。一方、大伴の大納言たちが出仕しないことに疑問を抱いた帝は、加耶の話を聞いて彼女に参内するように命令するが、加耶はそれを拒む。ますます加耶に興味を抱いた帝は竹取の造の屋敷を訪れて加耶と面会し、「求婚者たちの想いは純粋なものではない」と告げる。同じころ、車持の皇子と安倍の右大臣が宝物を探し出して帰国するが、いずれも金に物を言わせて偽物を用意したことが発覚し、帝に蟄居を言い渡される。加耶は大伴の大納言の帰国を心待ちにしていたが、「大伴の大納言の船が竜に襲われて沈んだ」と聞かされ、悲嘆に暮れる。
加耶は「月から自分を迎えに船が来る」と告げ、竹取の造と田吉女は月の住人たちの理不尽さに憤る。同じころ、大伴の大納言が生還することを知った車持の皇子と安倍の右大臣は刺客を差し向けるが、理世の妨害により暗殺は失敗に終わる。大伴の大納言は理世から加耶の正体と迎えの船が来ることを聞かされ、加耶の護衛を名乗り出る。一方、帝も藤原の大國の率いる軍勢を差し向け、月の船を待ち構える。藤原の大國の軍勢は月の船を攻撃するが、月の船に攻撃する意志がないことを知った大伴の大納言は攻撃を止めさせる。加耶は「人間の真心を忘れない」と告げ、竹取の造や田吉女と別れて巨大な光る船に乗って月へ帰る。

## 怪物
竜（天竺の竜）
中生代の首長竜の生き残りだと推測される。南の海（現代のインド洋）で濃霧の中から出現し、大伴大納言と遭遇し、船を沈める。
- デザインは神話上の竜ではなく、エラスモサウルスをモデルとしている。未制作映画『ネッシー』の原型が流用された。監督は白鯨のイメージを持っていた。
- 造形は東宝特美の安丸信行、小林知己。頭部は60センチメートル、首の長さは3メートルにおよぶ。メインの造形物はサイボットで、油圧により首が上昇する。1/3サイズの操演用頭部も作られたが、撮影では未使用。頭部には、ラテックスよりも柔らかいホットポア（塩化ポリビニール）が用いられた。
  - その後、造形物は海と島の博覧会のパビリオン「NTTアドベンチャークルーズ宝島」での上映映像に流用された。小林は、原型を『ヤマトタケル』に流用したと証言している。

- イワクラの食玩「ゴジラ特撮大百科3」で商品化された。他にイワクラから限定版のスタチューも商品化された。

天女
加耶を迎えに来た巨大円盤から現れた異星人とみられる使者。発光する半透明な姿で、空中を浮遊している。

## キャスト
- 加耶（かぐや姫）[6]：沢口靖子
- 五歳の加耶[6]：中野美穂
- 大伴の大納言[6]：中井貴一
- 車持の皇子[6]：春風亭小朝
- 安倍の右大臣[6]：竹田高利（コント山口君と竹田君）
- 明野[6]：小高恵美
- 商人の宇陀[6]：常田富士男
- 藤原の大國[6]：加藤武
- 帝[6]：石坂浩二
- 皇后[6]：岸田今日子
- 彫金師：山口弘和（コント山口君と竹田君）
- 坂上の太政大臣：浜村純
- 耳梨の長者：出光元
- 小野の房守：井上博一
- 密偵・理世：中村嘉葎雄
- 理世の妻：横山道代
- 僧上の道尊：伊東四朗
- 土師の宗勝：三澤慎吾
- 石川の虫麻呂：保木本竜也
- 舎人の長・多治比：川崎博司
- 猟師：永妻晃
- 村人A：河合半兵衛
- 村人B：早田文次
- 村人C：桜井勝
- 村人D：加藤茂雄
- 村人E：広瀬正一
- 輦車の男：清末裕之、嶋崎信夫
- 田吉女：若尾文子
- 竹取の造[6]：三船敏郎
- 役名不明：林孝一、宮内優子、香苗圭子、丸岡由枝、真下有紀、加賀谷由美、黒田昌子、東静子、森下哲嗣、内田崇吉、鈴木健二郎、紙谷隆太郎

## スタッフ
- 監督：市川崑[6]
- 製作：田中友幸[6]、羽佐間重彰[6]
- 企画：三ツ井康[6]
- プロデューサー：角谷優、藤井浩明、新坂純一
- 脚本：菊島隆三[6]、石上三登志[6]、日高真也[6]、市川崑[6]
- 資料提供：馬場和夫
- 特技監督：中野昭慶[6]
- 音楽：谷川賢作[6]
- オーケストラ指揮：井上道義
- オーケストレイション：山本純ノ介
- 演奏：東京交響楽団
- コーラス：東京混声合唱団
- 琴：山田節子
- 主題歌：ピーター・セテラ "STAY WITH ME"（邦題：ステイ・ウィズ・ミー song for KA・GU・YA・姫）
  - 作詞・作曲：ボビー・コールドウェル、ジョン・パーカー
  - 唄：ピーター・セテラ（ワーナーパイオニア）[注釈 9]
- 撮影：小林節雄[6]
- 美術：村木忍[6]
- 録音：斉藤禎一
- 照明：下村一夫[6]
- 編集：長田千鶴子[6]
- 助監督：吉田一夫、手塚昌明
- 製作担当者：平松重和
- 衣裳：川上鈴雄
- 衣裳監修：斎藤寛
- 衣裳デザイン：ワダエミ
- 衣裳協力：三松
- 調音：大橋鉄矢
- 効果：小島良雄
- 殺陣：美山晋八
- 音楽協力：東宝音楽出版
- 現像：東京現像所
- 協力：カネボウ、カネボウ美容研究所、京都ホテル、SUNTORY HALL’OTARI.digital recorder DTR-900
- 協賛：日本生命
- 記録：原田良子
- 製作担当：平間重和
- スチール：橋山直己
- 整音：東宝録音センター
- カメラ＆レンズ：PANAVISION
- 特殊技術 
  - 特技プロデューサー：鈴木政雄
  - 撮影：江口憲一[6]、大根田俊光[6]
  - 美術：井上泰幸[6]
  - 照明：三上鴻平[6]
  - 造形：安丸信行
  - 操演：松本光司
  - 特殊効果：渡辺忠昭
  - 助監督：浅田英一、亀尾喜由
  - 合成撮影：三瓶一信
  - 合成作画：石井義雄、塚田猛昭
  - 光学撮影：真野田嘉一
  - 視覚効果：宮西武史
  - 視覚作画：北条則明
  - 記録：米山久江
  - スチール：笹田和俊
  - オプチカル：日本エフェクトセンター、シネボーイ、兵頭プロ、TBSオプチカル

## 制作
『竹取物語』は1970年に死去した特撮監督の円谷英二が本格的な再映像化を切望していた題材であり、円谷とともに映画製作に携わってきた東宝映画社長の田中友幸にとっても念願の企画であった。企画立案から完成までには10年の歳月が費やされ、フジテレビとの合作により、総製作費20億円の東宝創立55周年記念超大作として完成した。
SF要素の導入は、本作品の脚本を担当した一人でSF評論家でもあった石上三登志のアイデアによるものであった。当初は脚本家の菊島隆三が第1稿を書き上げたが、一読した田中友幸が「このまま撮ると、普通のシャシンになる」と意見し、SFに詳しい石上が脚本に参加する事になった。その後、監督を担当する市川崑が呼ばれ、脚本作りに参加した。市川は当時、『鹿鳴館』や『映画女優』などの映画を並行して監督しており、積極的な打ち合わせに参加できない状態だったが、田中との話し合いで、脚本は、オーソドックスな菊島版と自由奔放な石上版の折衷案で行く事とし、石上はSF監修も兼務することになった。また「『未知との遭遇』風にしたい。そっくりで良い」という田中の要望で、宇宙船のミニチュアには、1万本の光ファイバーが用いられているが、宇宙船パートの撮影は難航し、何度もリテイクが繰り返された。特撮パートは円谷の弟子である 中野昭慶が担当した。中野にとっては特技監督として最後の劇場作品となった。
本作品でデビューした小高恵美は、盲目という設定の役柄であったため、市川から黒目を動かさず瞬きもしないよう指示され、振り向くシーンで目が動いてしまったり、強い照明を当てられた状態で瞬きをせずにいたため涙が出てしまうなど、目の演技で苦労した旨を語っている。また、貧しさの表現として、髪の毛をコテで焼いている。
加耶が天に昇るシーンで使用された籠は、後に映画『ゴジラvsビオランテ』（1989年）での大プールでの操演のセッティング作業に用いられた。

## 撮影
幼児の加耶が光る竹の中から誕生する場面は、光学合成で表現された。
ラストで円盤にかぐや姫が乗り込むシーンでは、合成と操演によって完成された。

## 受賞
- 第11回日本アカデミー賞[27]
  - 最優秀美術賞（村木忍）
  - 優秀監督賞（市川崑）
  - 優秀助演男優賞
  - 優秀撮影賞（小林節雄）
  - 優秀録音賞（斉藤禎一）
  - 優秀照明賞（下村一夫）
  - 優秀編集賞（長田千鶴子）
  - 新人俳優賞（小高恵美）
  - 特殊技術賞（中野昭慶はじめ特殊技術スタッフ）
- 第5回ゴールデングロス賞優秀銀賞[28]
- 映画の日特別功労賞（村木忍）
- 年間代表シナリオ選出
- アジア太平洋映画祭美術賞（村木忍）

## 映像ソフト
- LD 品番 TLL2363[10]